# Синхронне обертання

Через припливне захоплення, мешканці центрального тіла ніколи не зможуть побачити області, помічені зеленим.

Плутон та Харон завжди однаково повернуті один до одного

Синхронне обертання (припливне захоплення) — явище, що відбувається, коли гравітація змушує небесне тіло завжди бути оберненим однією своєю стороною до іншого небесного тіла. Найвідомішим прикладом може служити обертання Місяця навколо Землі. Для зовнішнього спостерігача період обертання супутника навколо своєї вісі збігається з періодом його обертання навколо центрального тіла. При цьому для спостерігача з центрального тіла супутник взагалі не має обертання і завжди звернений до нього однією стороною. Фактично, оберт супутника навколо своєї вісі забезпечує не його власне обертання, а фіксація положення приливними силами та обліт по орбіті навколо центрального тіла. Так само кордова авіамодель облітає центр прив'язки по колу, але не має ніякого самостійного обертання навколо своєї вісі (див. також парадокс обертання монети).
Через припливне захоплення обертання центрального тіла поступово повинно синхронізуватись з рухом супутника, як це виникло в парі Плутона та Харона. Для Землі це явище збільшує тривалість доби на кілька мілісекунд протягом століття.